# Eröffnungsbeschluss
Der Eröffnungsbeschluss ist in Deutschland eine richterliche Entscheidung im Rahmen eines Gerichtsverfahrens.

## Strafverfahren

### Zwischenverfahren
Das Zwischenverfahren im Strafprozess beginnt mit dem Eingang der Anklage und endet mit der Entscheidung des zuständigen Gerichts, ob es die Anklage, die die Staatsanwaltschaft vorgelegt hat, zulässt und damit das Hauptverfahren eröffnet (§§ 199 ff. StPO).

### Prozedere
Die Staatsanwaltschaft hat gegen Ende des Ermittlungsverfahrens die Akten ausgewertet und entschieden, welche Tathandlungen und damit Straftaten sie dem Beschuldigten zur Last legen will. Dies formuliert sie in der Anklageschrift und übersendet diese mit den kompletten Akten und dem Antrag, das Hauptverfahren zu eröffnen, an das nach Ansicht der Staatsanwaltschaft zuständige Gericht.
Das Gericht übersendet sodann die Anklageschrift an den Angeschuldigten und räumt ihm innerhalb einer gesetzten Frist die Möglichkeit ein, Beweisanträge zu stellen oder sonstige Erklärungen abzugeben, die das Gericht zu der Entscheidung kommen lassen könnte, das Hauptverfahren nicht zu eröffnen. Unabhängig davon, ob der Angeschuldigte von dieser Möglichkeit Gebrauch macht, kann das Gericht auch von Amts wegen weitere Beweise erheben.

### Eröffnungsbeschluss
Wenn das Gericht zu der Auffassung gelangt, dass der Angeschuldigte nach den Ergebnissen des bisherigen Verfahrens hinreichend verdächtig (§ 203 StPO) ist, beschließt es die Eröffnung des Hauptverfahrens vor einem bestimmten Gericht mit einem schriftlichen Eröffnungsbeschluss (§ 207 Abs. 1 StPO). Der hinreichende Tatverdacht hinsichtlich der zur Last gelegten Tat besteht, wenn es wahrscheinlich ist, dass der Angeschuldigte eine strafbare Handlung begangen hat und er aufgrund dessen verurteilt werden wird. Mit dem Eröffnungsbeschluss wird die Anklage jedoch nicht zwangsläufig insgesamt zugelassen. Kommt das Gericht zu dem Ergebnis, dass bei einzelnen von mehreren Taten der hinreichende Tatverdacht fehlt, so lehnt es insofern die Eröffnung des Hauptverfahrens ab. Es kann zudem die Tat auf abweichende Weise rechtlich würdigen oder die Verfolgung gemäß § 154a StPO mit Zustimmung der Staatsanwaltschaft auf einzelne Teile einer Tat beschränken (§ 207 Abs. 2 StPO).
Zugleich beschließt das Gericht von Amts wegen über die Anordnung oder Fortdauer einer Untersuchungshaft oder einstweiligen Unterbringung (§ 207 Abs. 4 StPO).
Spätestens mit der Ladung zur Hauptverhandlung muss dem nun terminologisch als Angeklagter zu bezeichnenden Beschuldigten der Eröffnungsbeschluss zugestellt werden (§ 215 StPO).
Wurde der Angeklagte verurteilt, obwohl ein wirksamer Eröffnungsbeschluss nicht ergangen ist, liegt ein nicht behebbares Verfahrenshindernis vor, das im Revisionsverfahren zwingend zu einer Einstellung des Strafverfahrens nach § 206a StPO führt.

#### Statistik
Es enden derzeit über 99 % der Zwischenverfahren mit der Eröffnung des Hauptverfahrens.
Die durchschnittliche Dauer der ca. 10.000 Verfahren im Jahre 2020 vom Eingang bei einem Landgericht in Deutschland bis zum Erlass eines Eröffnungsbeschlusses betrug 3,5 Monate.

### Rechtsmittel
Der vollumfänglich eröffnende Beschluss ist nicht anfechtbar, gegen ihn besteht keine Möglichkeit eines Rechtsmittels (§ 210 StPO). Lediglich im Falle der Ablehnung der Eröffnung des Hauptverfahrens – auch in Teilen – steht der Staatsanwaltschaft die Möglichkeit der sofortigen Beschwerde zu. Das Beschwerdegericht kann, wenn es zu der Entscheidung kommt, dass die Beschwerde der Staatsanwaltschaft zu Recht erhoben wurde, auch festlegen, dass eine andere Kammer oder ein anderer Richter den Fall zu verhandeln hat. Hintergrund dieser Regelung ist die Gefahr, dass das Gericht, das bereits die Eröffnung des Hauptverfahrens abgelehnt hat, nunmehr voreingenommen sein könnte und möglicherweise nicht mehr objektiv über die Schuld des Angeklagten urteilt.
Wenn die Ablehnung der Verfahrenseröffnung rechtskräftig geworden ist, kann die Staatsanwaltschaft die Eröffnung des Hauptverfahrens erst dann wieder beantragen, wenn neue Beweismittel oder aber neue Tatsachen bekannt werden (§ 211 StPO).

## Insolvenzverfahren
Die Entscheidung, über das Vermögen eines insolventen Schuldners das Insolvenzverfahren zu eröffnen, trifft das Amtsgericht durch einen Eröffnungsbeschluss (§ 27 InsO). Gegen die Entscheidung ist das Rechtsmittel der sofortigen Beschwerde eröffnet.